# 牛嶋正
牛嶋 正（うしじま ただし、1931年〈昭和6年〉2月25日 - 2024年〈令和6年〉10月5日）は、日本の経済学者、政治家（参議院議員〈1期〉）。名古屋市立大学名誉教授。位階勲等は正四位勲三等。

## 来歴
兵庫県生まれ。1955年（昭和30年）京都大学経済学部卒。大阪大学大学院経済学研究科博士課程修了。その後名古屋市立大学経済学部教授の傍ら、税制調査会の委員や愛知県や名古屋市の委員を務める。1990年（平成2年）に日本都市学会会長に就任。1995年（平成7年）名城大学都市情報学部教授。
1992年（平成4年）、第16回参議院議員通常選挙で公明党（比例区）から名簿順位1位で立候補し当選。1994年（平成6年）に新進党の結成に参加した。新進党の影の内閣である「明日の内閣」では、国民生活政策担当大臣を務めた。1998年（平成10年）に新進党が分裂すると、黎明クラブに参加した。同年の第18回参議院議員通常選挙には立候補せず引退した。
2001年（平成3年）春の叙勲で勲三等に叙され、旭日中綬章を受章した。
2024年（令和6年）10月5日、愛知県大府市内の病院で死去した。93歳没。死没日付をもって正四位に叙された。

## 著書
- 『経済成長と企業課税』東洋経済新報社、1970年。NDLJP:11957269
- 『租税体系論』中央経済社、1978年6月。NDLJP:11951643
- 『財政』東洋経済新報社、1983年5月。
- 『財政危機の日米比較』有斐閣、1984年2月。ISBN 4641023913 NDLJP:11951597
- 『社会的公正と所得課税』東洋経済新報社、1984年7月。ISBN 449261009X NDLJP:11951532
- 『現代の経済政策』中央経済社、1985年4月。ISBN 4481540923
- 『現代の地方自治 : 財政力と行政能力』有斐閣、1988年2月。ISBN 4641084769 NDLJP:12756454
- 『租税の政治経済学 : 21世紀の成熟社会にむけて』有斐閣、1990年3月。ISBN 4641065500
- 『現代の地方自治 : 新しい課題と行政能力』有斐閣、1993年11月。ISBN 4641085293 NDLJP:12752726
- 『分権時代の新・税制改革 : 進めよう!平成のシャウプ改革』ぎょうせい、1995年4月。ISBN 432404516X
- 『現代の都市経営』有斐閣、1999年4月。ISBN 4641086346
- 『これからの税制目的税 : 新しい役割』東洋経済新報社、2000年5月。ISBN 4492610405
- 『財政再建 : 再生への道』有斐閣、2001年7月。ISBN 4641161224
- 『租税原理 課題と改革』有斐閣、2004年6月。ISBN 9784641162167
- 『宝暦治水 : 歴史を動かした治水プロジェクト』風媒社、2007年1月。ISBN 9784833105354
- 『人口8000万人時代に向けての日本経済』風媒社、2019年5月。ISBN 9784833111287